# Stein (Eckersdorf)
Stein ([ʃtaɪ̯n] ) ist ein Gemeindeteil der Gemeinde Eckersdorf im Landkreis Bayreuth (Oberfranken, Bayern). Stein liegt in der Gemarkung Busbach.

## Geografie
Unmittelbar nordöstlich der Einöde befindet sich die Anhöhe Steinleite (höchste Erhebung 565 m ü. NHN). Ein Wirtschaftsweg führt zur Bundesstraße 22 bei Busbach (0,8 km südlich).

## Geschichte
Der Ort wurde 1741 als „Steinhaus“ erstmals schriftlich erwähnt. Es soll laut einer Ortsbeschreibung von 1858 eine einem nördlich gelegenen Schloss zugehörige Schäferwohnung gewesen sein, worauf auch der Ortsname hinweisen könnte: Viele Schlösser und Burgen hießen schlicht Stein (siehe Burg Stein). Jedoch fehlt von dem besagten Schloss jede Spur. Ebenfalls möglich ist eine Ableitung von einem seit dem 14. Jahrhundert als „Stanwald“ namentlich bekannten Gut (heute Steinleite genannt), das seinen Namen dem steinigen Untergrund verdankt.
Von 1797 bis 1810 unterstand der Ort dem Justiz- und Kammeramt Bayreuth. Mit dem Gemeindeedikt wurde Stein dem 1812 gebildeten Steuerdistrikt Busbach und der zugleich gebildeten Ruralgemeinde Busbach zugewiesen. Am 1. Mai 1978 wurde Stein im Zuge der Gebietsreform in Bayern in die Gemeinde Eckersdorf eingegliedert.

## Einwohnerentwicklung
| Jahr      | 001819 | 001822 | 001861 | 001871 | 001885 | 001900 | 001925 | 001950 | 001961 | 001970 | 001987 | 002016 | 002021 |
| Einwohner | 6      | 4      | 9      | 7      | 6      | 9      | 7      | 5      | 5      | 4      | 1      | 0      | 0      |
| Häuser    |        | 1      |        |        | 1      | 1      | 1      | 1      | 1      |        | 1      |        |        |
| Quelle    | [ 11 ] | [ 8 ]  | [ 12 ] | [ 13 ] | [ 14 ] | [ 15 ] | [ 16 ] | [ 17 ] | [ 18 ] | [ 19 ] | [ 20 ] |        | [ 1 ]  |

## Religion
Stein ist evangelisch-lutherisch geprägt und nach St. Peter und Paul (Busbach) gepfarrt.